# Gölcük, Ödemiş
Gölcük là một thị trấn thuộc huyện Ödemiş, tỉnh İzmir, Thổ Nhĩ Kỳ. Dân số thời điểm năm 2010 là 1.762 người.